# Pons le Jeune
Pour les articles homonymes, voir Pons.
Pons le Jeune (Pontius Juvenis) ou Pons III est un seigneur arlésien de la fin du Xe siècle et du début du XIe siècle et l'un des plus anciens ancêtres de la maison des Baux.

## Biographie
Pons III le Jeune est fils de Pons II l'Ancien, seigneur arlésien, et de son épouse Beltritude.
Il est cité dans plusieurs actes :
- en 971, il assiste comme témoin d'une donation de domaine dans la vallée d'Uliera par Boson et sa femme Folcoare en faveur de l'abbaye de Montmajour[2] ;
- en 975, il fait une donation d'un domaine à Argence en faveur l'église Saint-Etienne d'Arles, « pour la rédemption de son âme et le pardon de ses péchés »[2] ;
- en 981, lui, sa femme et son fils Hugues donnent leur accord pour la donation de terre touchant le château appelé Balcius faite en faveur de l'abbaye de Montmajour par Silvius et ses fils Aymeric et Pons, à qui Pons le Jeune avait donné cette terre Cet acte est le plus ancien associant la famille avec le château des Baux[3].

Son père était seigneur de Portadolsa, mais ce château avait été vendu à une famille qui devient la famille de Poltedose. En compensation, Pons le Jeune reçut de l'archevêque d'Arles le château de Trinquetaille. Le port d'Arles étant situé à Trinquetaille, la possession de ce château assure à son seigneur d'importants revenus, mais aussi des conflits potentiels avec la ville et le comte d'Arles.
Il est présent dans un dernier acte de 1028 avec son fils Hugues. Ce dernier apparaît seul dans un acte de 1032, ce qui laisse supposer sa mort entre ces deux dates.

## Descendance
Il épouse Profecte, dame de Berre, fille de François, seigneur de Berre et de Marignane, qui donne naissance à :
- Hugues Ier, le premier à s'intituler seigneur des Baux[6] ;
- Geoffroy, qui hérite de terres dans la région de Brignolles, deviendra seigneur de Rians et est le fondateur de la famille du même nom[7] ;
- Pons, qui deviendra clerc[6].